# Valerianella anodon
Valerianella anodon är en kaprifolväxtart som beskrevs av Igor Alexandrovich Linczevski. Valerianella anodon ingår i släktet klynnen, och familjen kaprifolväxter. Inga underarter finns listade i Catalogue of Life.